# Скоростной съезд на воках

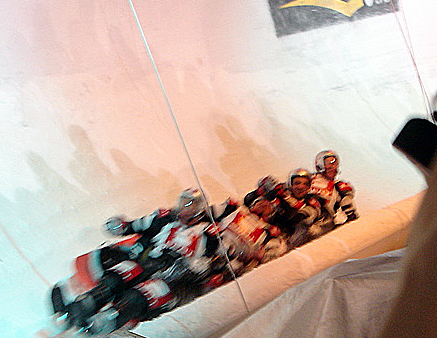

Скоростной съезд на воках (вок-рейсинг) — вид спорта, который поддерживается и развивается благодаря усилиям немецкого телеведущего Штефана Рааба. Модифицированный китайский вок съезжает в бобслейном жёлобе. Этот вид спорта транслируется немецким телеканалом ProSieben и является специальным шоу телепередачи TV total, продюсером которой является Штефан Рааб. Соревнования проводятся в одноместном и 4-местном воках.

## История

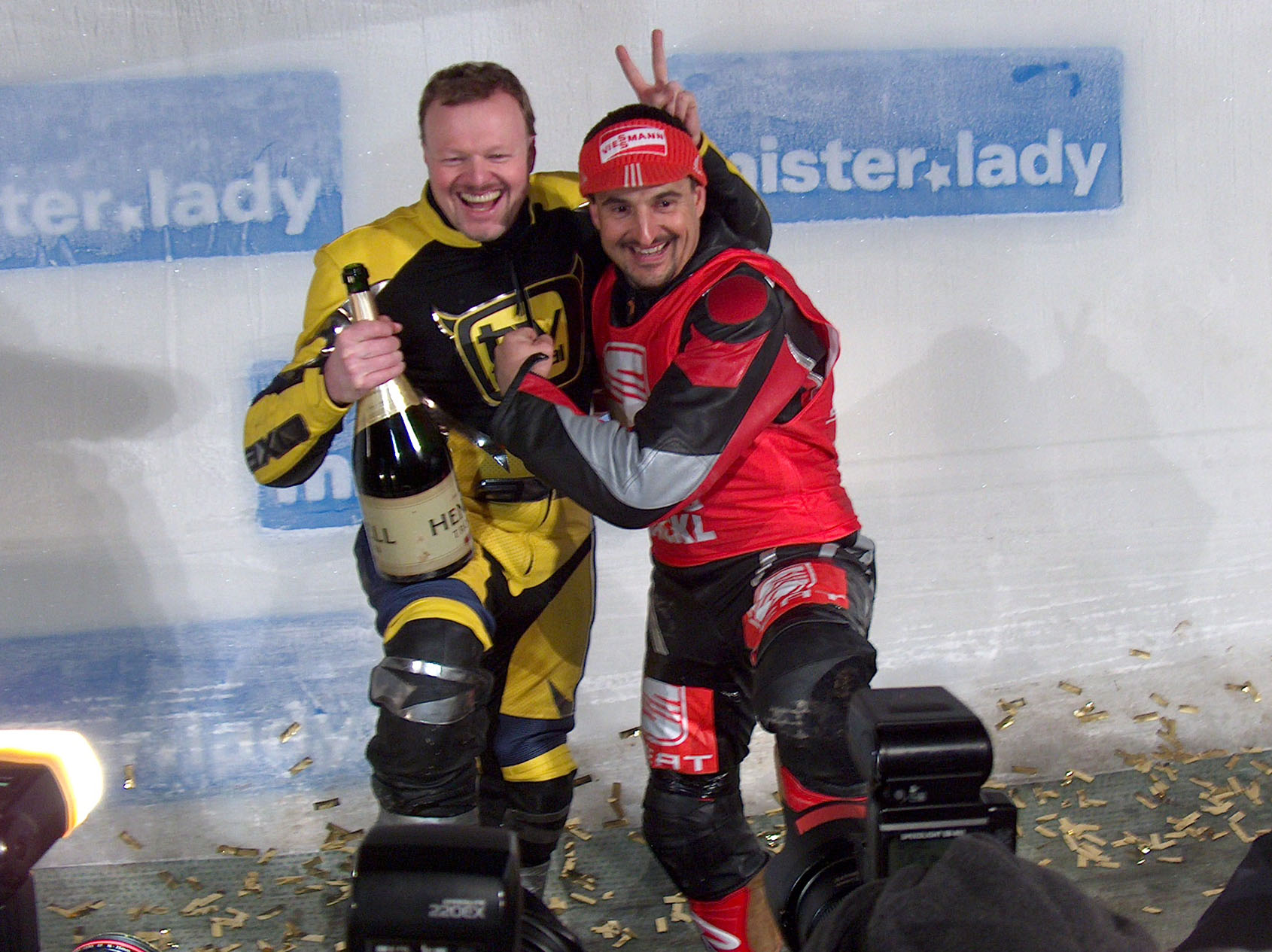
Штефан Рааб и Георг Хакль на чемпионате мира 2008 года

Вок-рейсинг был задуман в качестве спора на немецкой передаче Wetten, dass..?. В ноябре 2003 года в Винтерберге был проведён Первый официальный чемпионат мира по скоростному съезду на воках. Непосредственный успех привел ко второму чемпионату мира, который прошёл в Иннсбруке 4 марта 2004 года. Участники — главным образом поп-певцы, актёры и телеведущие, а также известные спортсмены зимних видах спорта, например, трёхкратный олимпийский чемпион по санному спорту Георг Хакль, олимпийский чемпион по прыжкам с трамплина Свен Ханнавальд.
Третий чемпионат был проведён снова в Винтерберге 5 марта 2005 года. В отличие от предыдущих чемпионатов, было два старта, в которых участвовали все участники. Времена обоих стартов были сумированны. Из-за чрезмерного количества рекламы в рамках «Чемпионата мира по скоростному съезду на воках» Берлинский суд постановил, чтобы трансляция в будущем рассматривалась как «длительный рекламный ролик».

## Вок
Типичные мчащиеся воки — обычные круглодонные китайские котелки (вок), обычно непосредственно импортированные из Китая. Единственные модификации состоят в том, что основание укреплено с заполнением эпоксидной смолы, и края вока покрыты пеной полиуретана, чтобы избежать ранений. Воки с четырьмя людьми состоят из двух пар воков, каждый из них скрепляется округленной структурой. Эти две пары связаны сцеплением. Из-за довольно опасной природы спорта участники носят тяжелый защитный костюм, который подобен костюму, используемому в хоккее с шайбой. Чтобы далее уменьшить трение и риск ранения, атлеты носят ковши под своими ногами. Чтобы улучшить работу, нижняя сторона вока перед гонками часто нагревается паяльной лампой.

## Статистика

### Место и время проведения
- 6 ноября, 2003: Винтерберг
- 4 марта, 2004: Иннсбрук
- 5 марта, 2005: Винтерберг
- 11 марта, 2006: Иннсбрук
- 9 марта, 2007: Иннсбрук
- 8 марта, 2008: Альтенберг
- 7 марта, 2009: Винтерберг
- 19 марта, 2010: Оберхоф
- 12 марта, 2011: Иглс

### Чемпионы мира

#### Одноместный вок
| год  | Чемпион мира |
| 2003 | Штефан Рааб  |
| 2004 | Георг Хакль  |
| 2005 | Георг Хакль  |
| 2006 | Joey Kelly   |
| 2007 | Георг Хакль  |
| 2008 | Георг Хакль  |
| 2009 | Георг Хакль  |
| 2010 | Георг Хакль  |
| 2011 | Георг Хакль  |

#### Четырёхместный вок
| год  | чемпион мира                 | участники                                                         |
| 2003 | Dick Brave and the Backbeats | Sascha Schmitz, Andre Tolba, Felix Wiegand, Martell Beigang       |
| 2004 | ProSieben team               | Ralf Zacherl, Stefan Gödde, Dominik Bachmair, Simon Gosejohann    |
| 2005 | ProSieben team               | Joey Kelly, Stefan Gödde, Charlotte Engelhardt, Lukas Hilbert     |
| 2006 | Fisherman's Friend team      | Сандра Кириасис, Кристоф Ланген, Silke Kraushaar, Susi Erdmann    |
| 2007 | SEAT team                    | Свен Ханнавальд, Сюзанна Кентикян, Christina Surer, Markus Beyer  |
| 2008 | Frosta team                  | Кристоф Лангег, Susi Erdmann, Silke Kraushaar, Феликс Лох         |
| 2009 | TV total team                | Штефан Рааб, Андре́ Ла́нге, Axel Stein, Björn Dunkerbeck            |
| 2010 | TV total team                | Штефан Рааб, Андре́ Ла́нге, Axel Stein, Björn Dunkerbeck            |
| 2011 | Babybel team                 | Christoph Langen, Sandra Kiriasis, Tatjana Hüfner, Manuel Machata |

### Рекорды
- скоростные рекорды
  - Винтерберг:
    - одноместный вок: 89.98 km/h (Georg Hackl, 2005)
    - четырёхместный вок: 109.58 km/h (Nissan Racing Team, 2005)

  - Иннсбрук:
    - одноместный вок: 91.70 km/h (Georg Hackl, 2007)
    - четырёхместный вок: 97.00 km/h (FROSTA, 2006)

- рекорды трассы
  - Винтерберг:
    - одноместный вок: 47.621 секунд (Georg Hackl, 2005)
    - четырёхместный вок: 57.117 секунд (TV total, 2005)

  - Иннсбрук:
    - одноместный вок: 54.840 секунд (Georg Hackl, 2007)
    - четырёхместный вок: 52.527 секунд (Fisherman’s Friend, 2006)

### Обвинение в скрытой рекламе
После чемпионата мира по футболу 2007 года государственное управление по надзору за СМИ подвергло критике скрытую рекламу во время соревнований. Хотя компания ProSieben утверждала, что логотипы компаний, нанесенные на костюмы спортсменов, гоночное оборудование и гоночную трассу, были стандартной рекламой по периметру и на майках, орган по надзору за СМИ усмотрел недопустимое смешение программ и рекламы. Хотя ProSieben заявила, что не получала денег от компаний за рекламу по периметру, компания, сдававшая рекламные площади в аренду, была дочерней компанией ProSieben. Слушание по этому вопросу состоялось в середине апреля 2007 года.

11 декабря 2008 года Административный суд Берлина отклонил жалобу ProSieben на уведомление о возражении и запрете, выданное Управлением СМИ Берлин-Бранденбург (MABB).По мнению суда, ProSiebenSat.1 Media AG несет ответственность за недопустимую визуальную и вербальную интеграцию названий брендов. По этой причине с 2009 года ProSieben обозначает Квалификацию Кубка мира Wok, а также Кубок мира Wok как постоянную рекламную программу. Другие продукты Raab, такие как TV total Turmspringen, с тех пор также носят звание постоянной рекламной программы, а TV total в знак протеста маркировался как постоянная телевизионная программа до конца 2013 года.